# Karl Adolf Maximilian von der Planitz

Familienwappen derer von Planitz

Karl Adolf Maximilian Edler von der Planitz (* 21. März 1793 in Kranichau; † 14. November 1858 in Böhlen) war ein sächsischer Generalmajor.

## Leben
Karl Adolf Maximilian entstammt dem alten vogtländischen Geschlecht von der Planitz. Er war der Sohn von Karl August Rudolf Edler von der Planitz (1762–1798), der Herr auf Kranichau und Plohn gewesen ist. Am 21. Juni 1823 heiratete er in Grimma Wilhelmine Freiin von Lobkowitz aus dem Hause Böhlen (1800–1848).
Im Jahr 1847 war Planitz als Oberst der Kommandeur des sächsischen Garde-Reiterregiments in Dresden.